# Skała w Januszowicach
Skała w Januszowicach – skała w miejscowości Januszowice w województwie małopolskim, w powiecie krakowskim, w gminie Zielonki. Znajduje się przy drodze wojewódzkiej nr 794.

## Kamieniołom
W Januszowicach są trzy kamieniołomy wapienia, wszystkie po wschodniej stronie drogi nr 794. Skała w Januszowicach jest najdalej z nich wysunięta na północ, około 300 m od niej na południe znajduje się Kamieniołom w Januszowicach Pierwszy, kolejne 200 m za nim na południe Kamieniołom w Januszowicach Drugi.
Dolną część ściany Skały w Januszowicach tworzy wapień skalisty, od góry ścięty płaszczyzną abrazyjną. Na nim są ciemniejsze wapienie turonu i jest to jedno z nielicznych w Polsce miejsc, na których tak dobrze widoczna jest płaszczyzna abrazyjna. W wapieniach znaleziono skamieniałości kopalnych zwierząt.

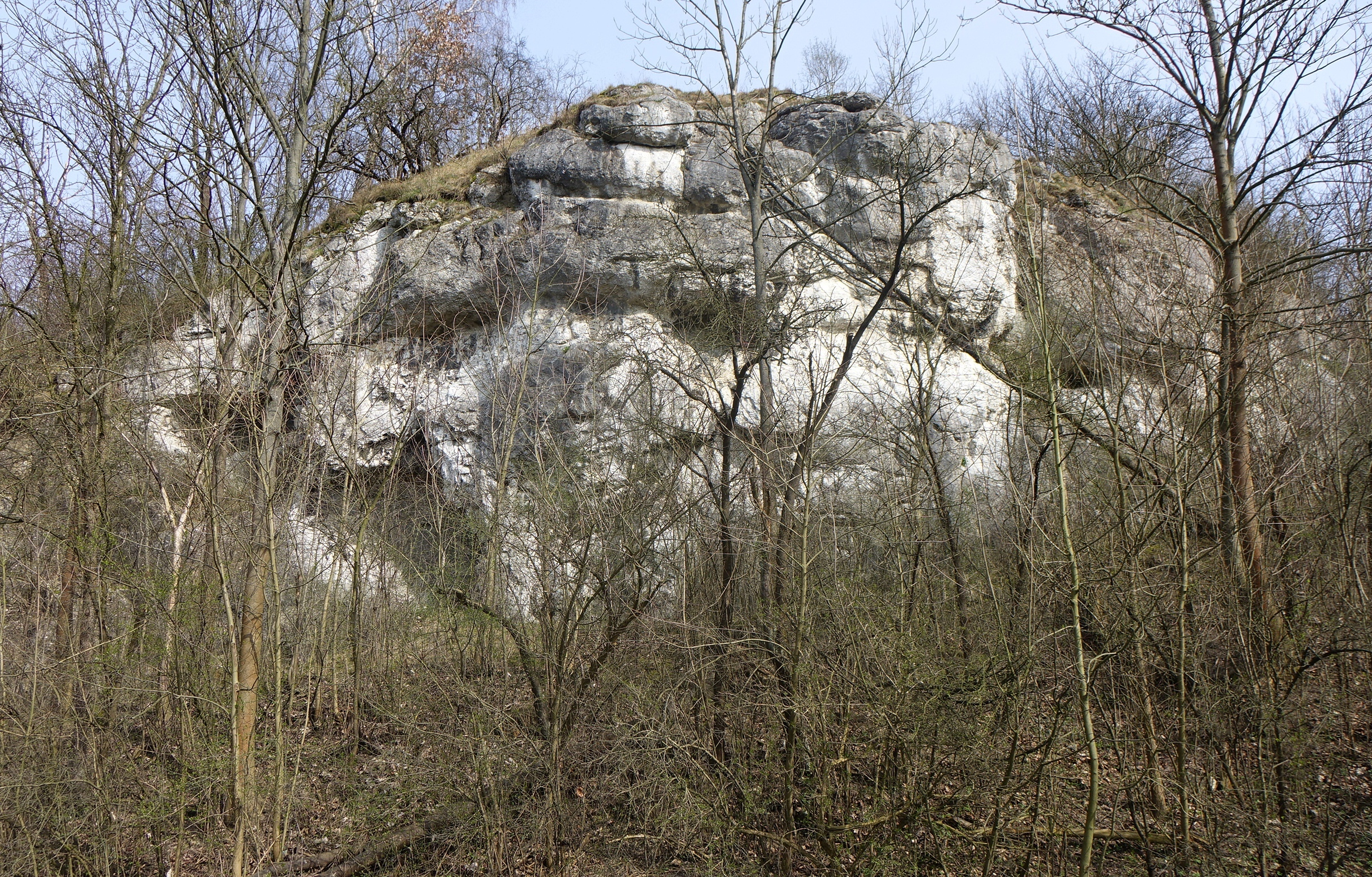
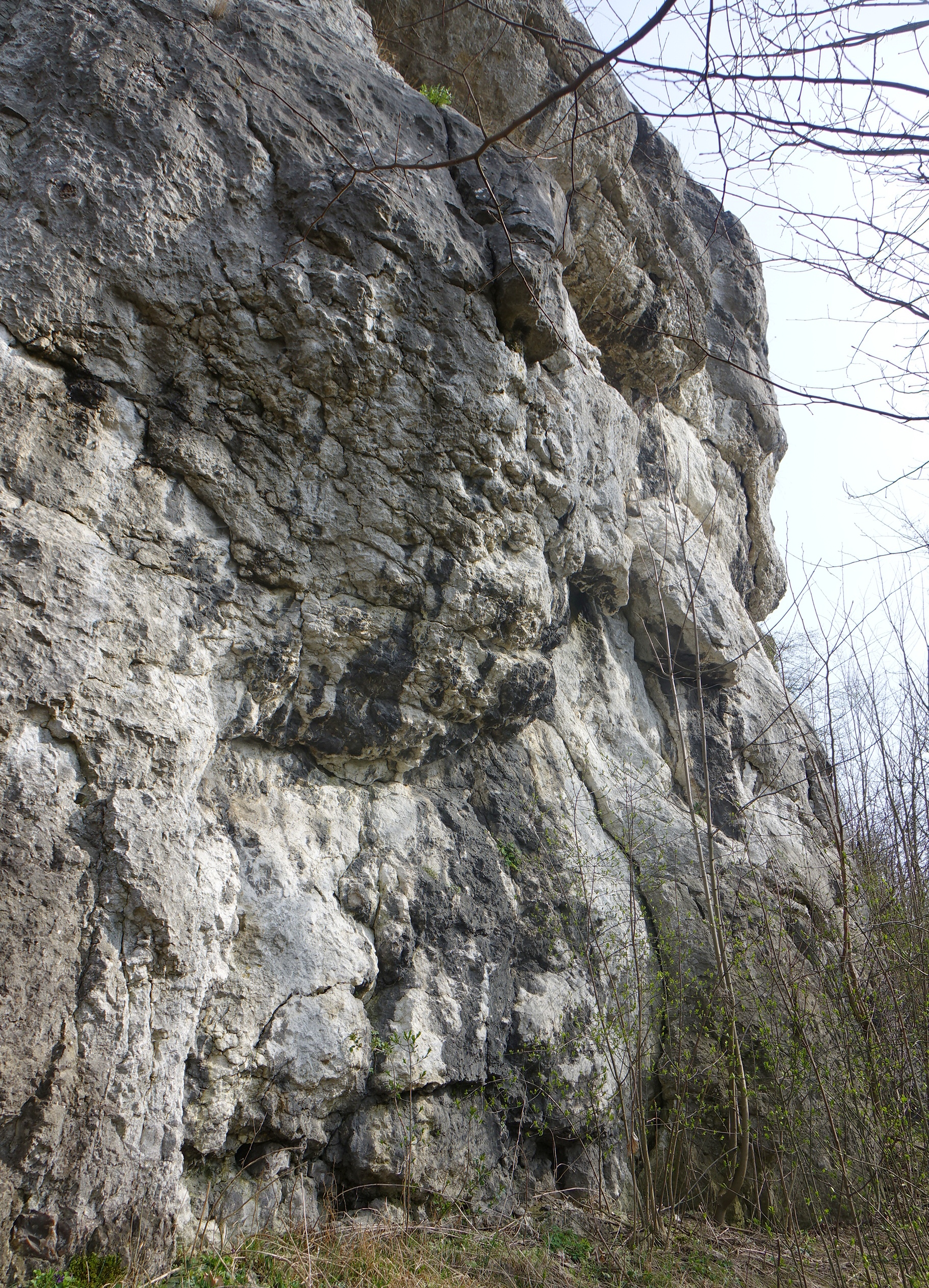
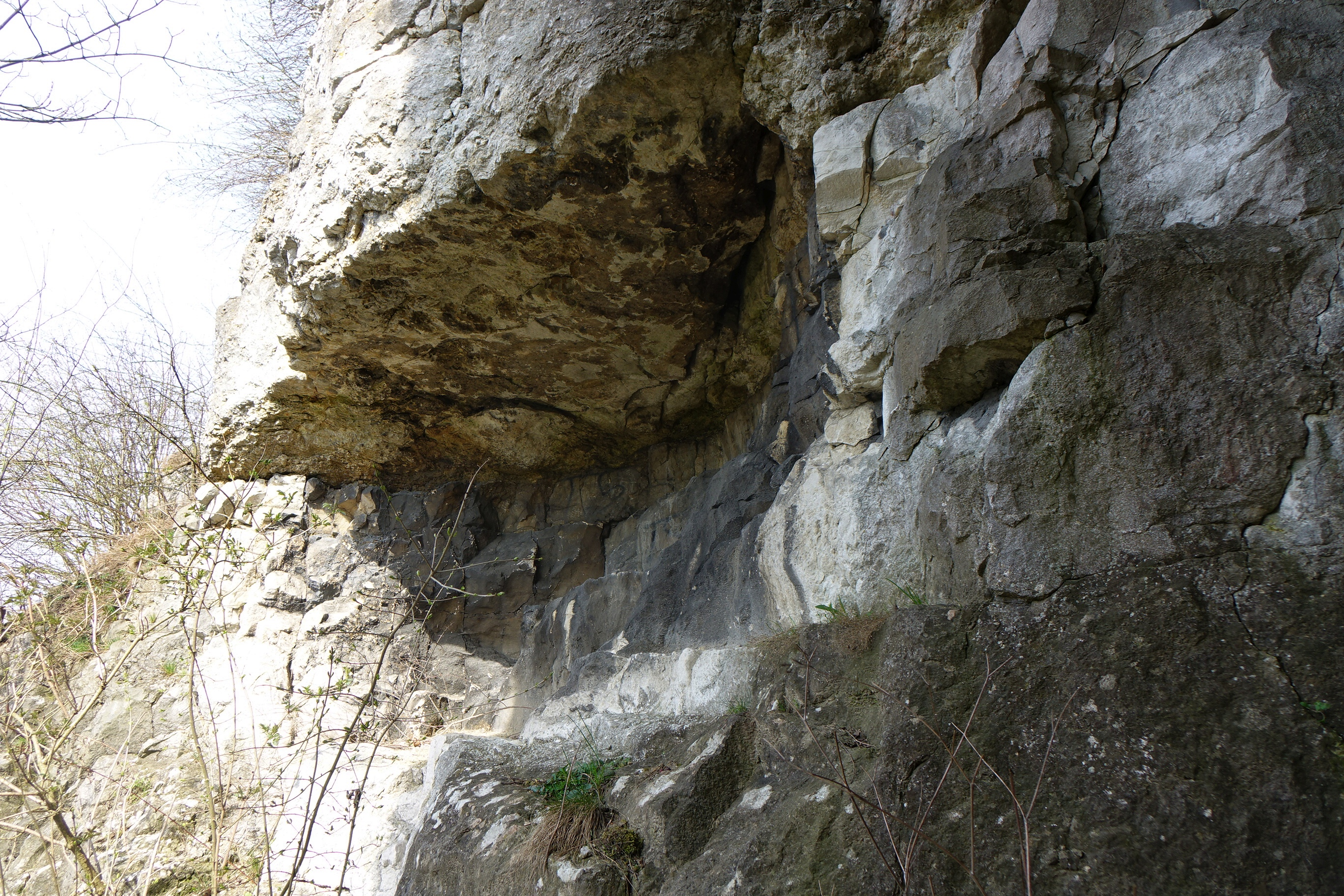

## Wspinaczka skalna
Skała ma wysokość 12 m, pionowe ściany i znajduje się za kępą drzew. Od 2009 roku stała się obiektem wspinaczki skalnej. Ma dwie ściany wspinaczkowe; jedna o wystawie południowej, druga zachodniej. Jest na niej 11 dróg wspinaczkowych o trudności od IV- do VI.4+ w skali polskiej. Drogi mają zamontowane stałe punkty asekuracyjne: ringi (r) i stanowiska zjazdowe (st), tylko na jednej wspinaczka tradycyjna (trad).

1. Oli buła; VI+, 3r + st
2. Ta buła raza; VI.3, 4r + st
3. Rysiek; VI, trad
4. Nie ma buły; V+, 3r + st
5. Złapać zająca; IV-, 3r + st
6. Projekt
7. Bułas extremas; VI+, 5r + st
8. Mega mass; VI.1+, 4r + st
9. Buły Hanki; VI, 6r + st
10. La przerębla; 6r + st
11. Lewarek; VI.4+, 4r + st[3][4].

W Skale w Januszowicach znajdują się trzy niewielkie schroniska: Nisza w Januszowicach, Schronisko Małe w Januszowicach i Schronisko w Januszowicach